# Gobernador provincial de Chile
En Chile, la gobernación fue un órgano desconcentrado territorialmente del intendente, existente en cada una de las provincias chilenas, que estaba a cargo de un gobernador provincial, a la cual correspondía el gobierno y administración a nivel provincial, excepto en la provincia de Santiago en que no existía este cargo, sin embargo se denomina como "delegado provincial". Era nombrado y removido libremente por el presidente de la República, ejercía sus funciones en la capital provincial, sin perjuicio de que pudiese desempeñarlas transitoriamente en otras localidades del territorio provincial, y en los casos y forma que determina la ley, podía designar delegados para el ejercicio de sus facultades en una o más localidades de la respectiva provincia.
Al gobernador provincial correspondía ejercer, de acuerdo con las instrucciones del intendente, la supervigilancia de los servicios públicos creados por ley para el cumplimiento de la función administrativa, existentes en la provincia. De igual modo, la ley puede autorizar que ciertas atribuciones del intendente le sean delegadas.
Sin perjuicio de las facultades que le corresponden de gobierno interior de la provincia, el gobernador provincial tenía a su cargo la administración superior de la respectiva provincia, en la esfera de atribuciones que corresponden al intendente en su calidad de órgano ejecutivo del gobierno regional, y presidía el consejo económico y social provincial.
A partir del 14 de julio de 2021 este cargo fue eliminado junto con el de Intendente, por lo cual se crea el de Delegado Presidencial Provincial.

## Historia
El cargo de gobernador provincial fue creado en el marco del proceso de regionalización iniciado en 1974.  Posteriormente, esta figura fue contemplada en la Constitución Política de la República de Chile de 1980. Este cargo vino a reemplazar el de gobernador departamental, que estaba a cargo de los departamentos, que a su vez fueron reemplazados por las nuevas provincias.
A diferencia de las otras provincias de Chile, en la provincia de Santiago los deberes del gobernador estaban entregados al intendente regional, que también fue designado por el presidente, ya que es la única provincia en que la ley no contemplaba el cargo de gobernador. En enero de 2001, fue creado el cargo de delegado provincial de Santiago, el cual ejerce las funciones de gobernador provincial en nombre del intendente de Santiago, delegadas por él.

## Nombramiento y requisitos
El gobernador provincial fue nombrado y removido libremente por el presidente de la República.
Para ser designado gobernador se requería:
- Ser ciudadano con derecho a sufragio.
- Tener cumplidos 21 años de edad y reunir los requisitos generales para el ingreso a la Administración Pública chilena.
- No estar inhabilitado para el ejercicio de funciones o cargos públicos.
- No hallarse declarado en quiebra calificada como culpable o fraudulenta por sentencia ejecutoriada.
- Residir en la región respectiva, a lo menos, en los últimos dos años anteriores a su designación.

No puede ser gobernador el que tuviera dependencia de sustancias o drogas estupefacientes o sicotrópicas ilegales, a menos que justifique su consumo por un tratamiento médico. Para asumir el cargo, el interesado debe prestar una declaración jurada que acredite que no se encuentra afecto a esta causal de inhabilidad.
El cargo de gobernador provincial era incompatible con el de intendente, alcalde, concejal y consejero municipal, miembro del consejo económico y 
social provincial y de consejero regional.

## Cesación en el cargo
Los gobernadores cesaban en sus cargos por las siguientes causales:
- Pérdida de cualquiera de los requisitos habilitantes establecidos para su desempeño.
- Aceptación de un cargo incompatible.
- Inscripción como candidato a un cargo de elección popular.
- Aceptación de renuncia.
- Remoción dispuesta por el presidente de la República.
- Destitución por acuerdo del Senado, en juicio político, conforme a lo dispuesto en el artículo 49 N° 1 de la Constitución Política de la República.

## Atribuciones
El gobernador ejercía sus funciones en la capital provincial, sin perjuicio de que podía ejercerlas, transitoriamente, en otras localidades de su territorio jurisdiccional. 
En los casos y forma que determina la ley, el gobernador podía designar delegados para el ejercicio de sus facultades en una o más localidades de la provincia.
El gobernador de la provincia asiento de la capital regional subrogaba al intendente respectivo.

### Gobierno provincial
El gobernador tenía todas las atribuciones que el intendente le delegaba y, además, las siguientes que la ley orgánica constitucional sobre gobierno y administración regional le confiere directamente:
- Ejercer las tareas de gobierno interior, especialmente las destinadas a mantener en la provincia el orden público y la seguridad de sus habitantes y bienes.
- Aplicar en la provincia las disposiciones legales sobre extranjería.
- Autorizar reuniones en plazas, calles y demás lugares de uso público, en conformidad con las normas vigentes.
- Requerir el auxilio de la fuerza pública en el territorio de su jurisdicción, en conformidad a la ley.
- Adoptar todas las medidas necesarias para prevenir y enfrentar situaciones de emergencia o catástrofe.
- Velar por el buen uso de la Bandera Nacional establecido en la ley sobre uso o izamiento de la Bandera Nacional y en su reglamento, y permitir el uso de pabellones extranjeros en los casos que autorice la ley.
- Autorizar la circulación de los vehículos de los servicios públicos creados por ley fuera de los días y horas de trabajo, para el cumplimiento de la función administrativa, así como la excepción de uso de disco fiscal, en conformidad con las normas vigentes.
- Ejercer la vigilancia de los bienes del Estado, especialmente de los nacionales de uso público.
- Dictar las resoluciones e instrucciones que estime necesarias para el ejercicio de sus atribuciones propias o delegadas.
- Cumplir las demás funciones y ejercer las atribuciones que las leyes y reglamentos le asignen.

El gobernador provincial debía informar al intendente de las acciones que ejecutaba en el ejercicio de las atribuciones antes mencionadas.

### Administración provincial
Sin perjuicio de las facultades que le corresponden de acuerdo en materia de gobierno provincial, el gobernador tiene a su cargo la administración superior de la respectiva provincia, en la esfera de atribuciones que corresponden al intendente en su calidad de órgano ejecutivo del gobierno regional, y preside el consejo económico y social provincial.
El gobernador debe ejercer sus funciones con arreglo a la Constitución Política de la República, a las leyes, a los reglamentos supremos y a los reglamentos regionales.
Además de las atribuciones que el intendente pueda delegarle, el gobernador ejerce las siguientes:
- Supervisar los programas y proyectos de desarrollo que los servicios públicos creados por ley efectúen en la provincia.
- Proponer al intendente proyectos específicos de desarrollo de la provincia.
- Asesorar a las municipalidades de su jurisdicción, especialmente en la elaboración y ejecución de programas y proyectos, cuando ellas lo soliciten.
- Promover la participación del sector privado en las actividades de desarrollo de la provincia.
- Disponer las medidas de coordinación necesarias para el desarrollo provincial y, especialmente, de los programas de infraestructura económica y social básica.
- Hacer presente al intendente o a los respectivos secretarios regionales ministeriales, con la debida oportunidad, las necesidades que observare en su territorio jurisdiccional.
- Dictar las resoluciones e instrucciones que estime necesarias para el ejercicio de sus atribuciones o de las que le delegue el intendente.
- Supervigilar los servicios públicos creados por ley para el cumplimiento de las funciones administrativas, que operen en la provincia.
- Cumplir las demás funciones y ejercer las atribuciones que las leyes le asignen.

## Remuneraciones
Los gobernadores provinciales percibían, por el desempeño de su cargo, el sueldo correspondiente al grado 3 de la Escala Única de Sueldos (EUS) de la Administración Pública, creada por el Decreto Ley N.º 249, de 31 de diciembre de 1973, más asignaciones y bonificaciones especiales ,como la asignación de dirección superior, la asignación de responsabilidad y asignaciones de zona y de zona extrema y gastos de representación.
La remuneración bruta mensual de los gobernadores provinciales, que incluye sueldo base, asignaciones y gastos de representación, y sin considerar los descuentos legales u obligatorios —es decir, impuestos e imposiciones de seguridad social—, al año 2018, variaba entre CLP$ 6.255,115 (Gobernación de Cordillera), y $ 8.647.707 (Antártica Chilena), dependiendo de la asignación de zona y asignación de zona extrema que pudiera corresponderle.